# Caspar von Schrenck-Notzing

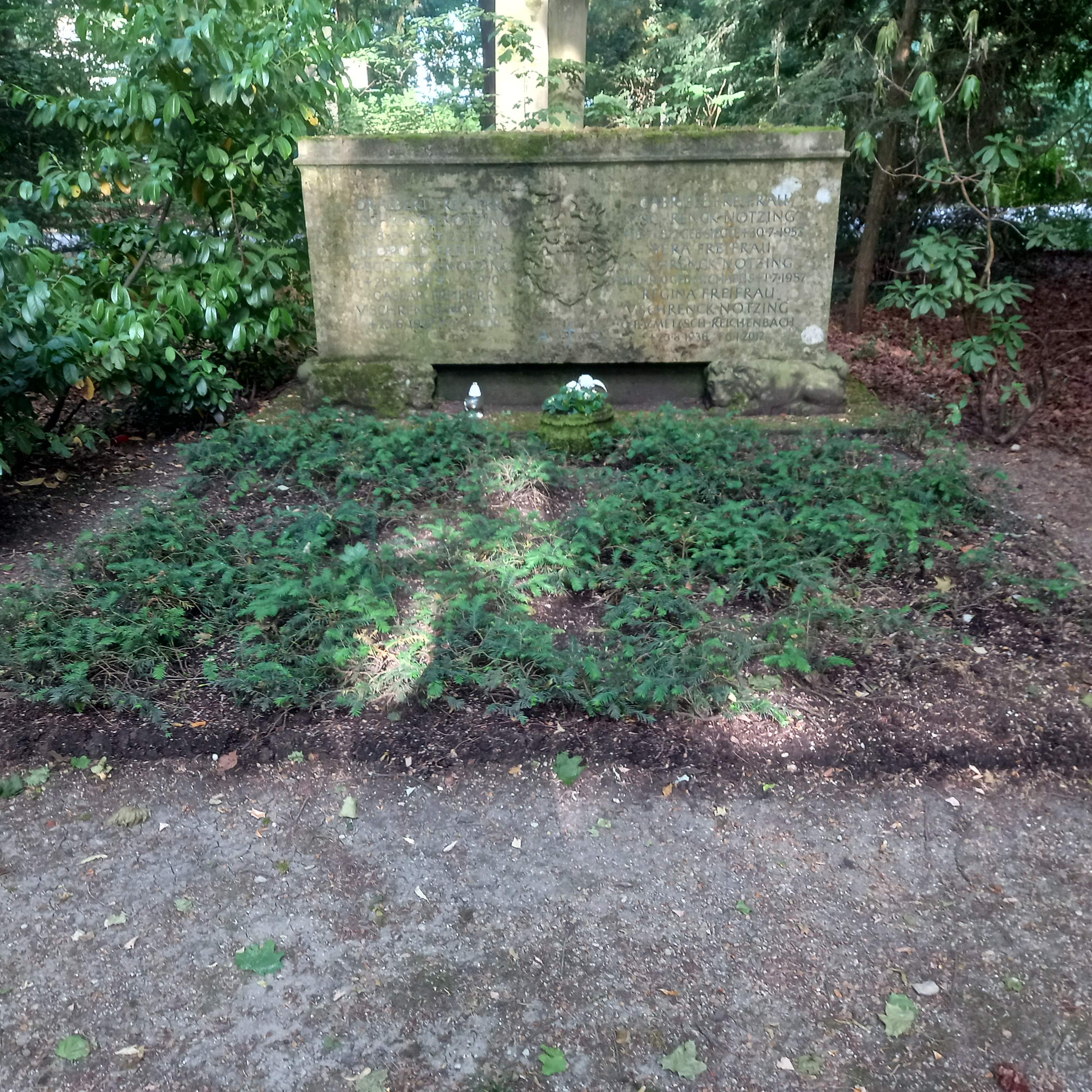
Das Grab von Caspar von Schrenck-Notzing und seiner Ehefrau Regina geborene von Metzsch-Reichenbach im Familiengrab auf dem Waldfriedhof (München)

Caspar Freiherr von Schrenck-Notzing (* 23. Juni 1927 in München; † 25. Januar 2009 ebenda; Pseudonym: Ignaz Seestaler) war ein deutscher rechtskonservativer Schriftsteller und Verleger. Er galt als führender Vertreter der Neuen Rechten.

## Leben
Schrenck-Notzing wurde 1927 als Sohn des Rennstallbesitzers und Kommandeurs des Heeresrennstalls Gustav von Schrenck-Notzing (1896–1943) und dessen Ehefrau Marta Wedekind in München geboren. Er war Enkel des Parapsychologen Albert Freiherr von Schrenck-Notzing und des Schriftstellers Ludwig Ganghofer sowie Urenkel des Industriellen Gustav von Siegle.
Er heiratete Regina von Metzsch-Reichenbach (* 23. August 1936; † 6. Januar 2012), die mit ihrer Münchner Winterakademie mit der Frankfurter Tafelrunde kooperierte, Vorstandsmitglied im Bund freier Bürger und bis zu ihrem Tod, Vorstandsmitglied in der von ihrem Mann im Jahr 2000 gegründeten Förderstiftung Konservative Bildung und Forschung war.
Aus der Ehe gingen die Kinder Albert und Alexander (1989 Mitgründer des Republikanischen Hochschulverbandes, seit 2012 im Vorstand der Förderstiftung Konservative Bildung und Forschung) hervor.
Nach dem Abitur studierte er Geschichte und Soziologie an der Ludwig-Maximilians-Universität München, der Albert-Ludwigs-Universität Freiburg und der Universität zu Köln. Als Student war er politisch und publizistisch sowohl beim Bayernkurier als auch bei der rechtsextremen Zeitschrift Nation Europa aktiv. Ende der 1960er Jahre war er ständiger Mitarbeiter der Studentenzeitschrift Student. Unter dem Pseudonym Ignaz Seetaler veröffentlichte Schrenck-Notzing in der rechtsextremen National-Zeitung. Bei der Bundesgründung des rechtsextremen Rings Freiheitlicher Studenten (rfs) in der Bundesrepublik hielt Schrenck-Notzing das allgemein-politische Grundsatzreferat.
Er war Großaktionär von WMF und BASF.
Breiter bekannt wurde er durch das 1965 erschienene Buch Charakterwäsche, in dem die demokratische Bildungsarbeit der vier Alliierten, Reeducation genannt, als Teil der amerikanischen Besatzungspolitik diffamiert wird. 1970 gründete er mit Unterstützung durch Armin Mohler die zweimonatlich erscheinende Zeitschrift Criticón, die lange Zeit als wichtigstes Theorieorgan der Neuen Rechten in der Bundesrepublik galt. 1998 übernahm der Bonner Wirtschaftsjournalist Gunnar Sohn die Herausgeberschaft des Organs und lenkte das Blatt in eine eher neoliberale  Richtung (zuletzt nur noch als Webseite).
Ab 1973 stand er dem Landesverband Bayern des Freien Deutschen Autorenverbandes (FDA) vor.
Schrenck-Notzing gründete und leitete seit dem Jahr 2000 die Förderstiftung Konservative Bildung und Forschung (FKBF). Schwerpunkt dieser Stiftung ist laut Selbstdarstellung die Erforschung des Konservatismus in all seinen Ausprägungen. Von 2004 bis Anfang 2008 erschien im Auftrag des FKBF die Zeitschrift Unsere Agenda. Vorsitzender des Stiftungsrats ist seit 2007 Dieter Stein, Gründer, Herausgeber und Chefredakteur der Jungen Freiheit und aller daran angekoppelten Projekte (JF-Vertrieb, JF-TV, JF-Sommerfeste). Nach dem Tod von Caspar von Schrenck-Notzing trat seine Ehefrau Regina von Schrenck-Notzing an seine Stelle im Stiftungsrat. Nach deren Tod im Januar 2012 folgte ihr Sohn Alexander von Schrenck-Notzing.
Schrenck-Notzing hatte sich neben dem deutschen auch intensiv mit dem britischen und US-amerikanischen Konservatismus beschäftigt und auch deren Vertreter in seinen Publikationen ausgiebig zu Wort kommen lassen. Er galt zwar nicht als unkritisch gegenüber den Vereinigten Staaten – auch nicht gegenüber den „Neocons“ –, griff aber von dort kommende Impulse und Entwicklungen immer wieder auf. Im Dezember 2005 erhielt er den von der Wochenzeitung Junge Freiheit verliehenen Gerhard-Löwenthal-Preis für Publizistik.
Seine politische Laufbahn widmete Schrenck-Notzing dem Umbau des Konservatismus im Sinne Armin Mohlers. Er unterstützte stets die ihm als konservativ geltenden Kräfte in der CDU. Ab Mitte der 1980er Jahre setzte er sich für die Bildung einer neuen Wahlpartei rechts von der CDU ein. Er unterstützte Die Republikaner, die Deutsche Soziale Union und den Bund freier Bürger. Auch seine katholische Ehefrau Regina Freifrau von Schrenck-Notzing war Mitglied des Bundes freier Bürger. Am 5. August 2006 trat Schrenck-Notzing in der Kirche Sankt Peter in München selbst in die katholische Kirche ein.
Schrenck-Notzing starb am 25. Januar 2009 im Alter von 81 Jahren nach kurzer, schwerer Krankheit. In einem Nachruf schrieb der ehemalige Welt-Chefredakteur Herbert Kremp: „Schrenck-Notzing war ein wertkonservativer Einzeldenker – nicht reichsvernarrt, nicht nationverliebt, sondern europäisch und skeptisch gegenüber manipulierender (Partei)-Politik und dem volkspädagogischen Rummel öffentlicher Erziehung, die der Freiheit das Unkonventionelle austreiben will.“
Seine Bibliothek wurde zum Grundstock der Bibliothek des Konservatismus.

## Schriften
- Hundert Jahre Indien. Kohlhammer, Stuttgart 1961.
- Charakterwäsche. Die amerikanische Besatzung in Deutschland und ihre Folgen. Seewald, Stuttgart 1965 (diverse Nachauflagen).
  - Kopp Verlag, ISBN 978-3-86445-568-1.
  - Ares Verlag, ISBN 978-3-902475-01-5.
- Zukunftsmacher. Die Neue Linke in Deutschland und ihre Herkunft. Seewald, Stuttgart 1968.
- Demokratisierung. Konfrontation mit der Wirklichkeit (= Langen-Müller Stichworte 1). Langen Müller, München, Wien 1972.
- Honoratiorendämmerung. Das Versagen der Mitte, Bilanz und Alternative. Seewald, Stuttgart 1973, ISBN 3-512-00317-6.
- (Hrsg.): Konservative Köpfe. Von Machiavelli bis Solschenizyn (= Criticón-Bücherei. 2). Criticón-Verlag, München 1978, ISBN ISBN 3-922024-02-2.
- (Hrsg.): Deutsche Identität. Sinus, Krefeld 1982, ISBN 3-88289-205-6.
- Abschied vom Parteienstaat – Tendenzen eines Umbruchs. MUT, Asendorf 1988, ISBN 3-89182-034-8.
- (Hrsg.): Lexikon des Konservatismus. Stocker, Graz 1996, ISBN 3-7020-0760-1.
- (Hrsg.): Stand und Probleme der Erforschung des Konservatismus.[16] Duncker & Humblot, Berlin 2000, ISBN 3-428-10052-2.
- Konservative Publizistik. Texte aus den Jahren 1961 bis 2008. Förderstiftung Konservative Bildung und Forschung, Berlin 2011, ISBN 978-3-9814310-0-1.
- Schwere Wetter, Schwere Reiter. Kriminalerzählung. Hrsg. von Alexander Eiber. Karolinger. Wien, Leipzig 2024 ISBN 978 3 85418 222 1